# Aktivbürger
Aktivbürger bezeichnet bzw. bezeichnete in verschiedenen Staaten und zu unterschiedlichen Zeiten Bürger, die Rechte wie das aktive und passive Wahlrecht hatten oder sich allgemein im Staatswesen betätigen.

## Staatsrecht
Der Rechtsbegriff findet im Staatsrecht und der allgemeinen Staatslehre Verwendung. Aktivbürger ist jeder Angehörige des Staatsvolks, der in demokratischen Staaten berechtigt ist, durch Stimmabgabe bei Wahlen und/oder Abstimmungen sowie durch das Recht auf Bekleidung öffentlicher Ämter an der Äußerung des Volkswillens und am Staatsleben mitzuwirken. Der Begriff der Aktivbürgerschaft dient zur Abgrenzung gegenüber den nicht wahlberechtigten (§ 12 Bundeswahlgesetz) Staatsangehörigen (Artikel 116 des Grundgesetzes für die Bundesrepublik Deutschland) und gegenüber den nicht staatsangehörigen Einwohnern eines Staates.

## Deutschland ab 1949
In Deutschland ist Aktivbürger auf Bundesebene, wer das aktive Wahlrecht für die Wahlen zum Deutschen Bundestag besitzt. Die Gesamtheit der Aktivbürger, die Aktivbürgerschaft, ist ein Verfassungsorgan, weil das deutsche Staatsvolk gemäß Art. 20 Abs. 2 Satz 1 und 2 GG in Wahlen und Abstimmungen Staatsgewalt ausübt (Grundsatz der Volkssouveränität).
Die Aktivbürgerschaft gilt in der Demokratie zwar als Verfassungsorgan, ist aber im Organstreitverfahren vor dem Bundesverfassungsgericht nicht parteifähig, weil sie als solche nicht handlungsfähig organisiert ist (§ 63 BVerfGG). Da vor dem Bundesverfassungsgericht keine Popularklage vorgesehen ist, kann der einzelne Aktivbürger Rechte des Staatsvolks auch nicht im Wege der Prozessstandschaft geltend machen.

## Französische Verfassung von 1791
In der französischen Verfassung von 1791 (Abschnitt 2 Art. 2 und Art. 5) werden all jene Männer als Aktivbürger (citoyens actifs) bezeichnet, die:
1. als Franzosen geboren worden sind oder Franzose wurden,
2. das 25. Lebensjahr vollendet hatten,
3. ihren Wohnsitz in einer Stadt bzw. Kanton seit einer durch das Gesetz festgelegten Zeit haben,
4. in irgendeinem Ort eine direkte Steuer zahlen (mindestens den Wert dreier Arbeitstage, anfangs etwa 3 Livres),
5. in der Liste der Nationalgarde eingeschrieben sind,
6. den Bürgereid geleistet haben.

Bei Inkrafttreten der Verfassung im Jahr 1791 zählte Frankreich 4.298.360 Aktivbürger. Sie repräsentierten 61 % der Männer und 15 % der Gesamtbevölkerung. Gemäß dem in der Verfassung festgelegten Zensuswahlrecht besaßen die Aktivbürger mit einem Steueraufkommen von bis zu zehn Arbeitstagen das aktive und passive Wahlrecht für den Gemeinderat und das Amt des Friedensrichters; außerdem hatten sie das aktive Wahlrecht für die Volksvertretung (Nationalversammlung / Nationalkonvent) inne. Die Rechte der Aktivbürger waren jedoch nach Höhe ihres Steueraufkommens geschieden. Jene, die über eigenes Vermögen verfügten und Steuern in Höhe von mindestens zehn Arbeitstagen entrichteten, konnten sich als Wahlmänner (électeurs) bei den Nationalwahlen aufstellen lassen; gemäß Verfassung bestimmten 100 Aktivbürger einen Wahlmann (auf 151 bis 200 Aktivbürger kamen 2 Wahlmänner usw.). Diese schließlich entschieden über die 745 Parlamentsabgeordneten (représentants), die jeweils mindestens 100 Steuertagessätze (abhängig von Wohnortgröße und Einkommensart) nachweisen können mussten.
Die Volksversammlung sollte alle sechs Jahre die Höhe der maßgeblichen Steuertagessätze neu bestimmen. Nur die Aktivbürger mit mehr als 10 Steuertagessätzen hatten das aktive und passive Wahlrecht inne für die Bezirksparlamente (conseil de district) und das Bezirksgericht. Ausgeschlossen von der Ausübung des Aktivbürgerrechts waren einfache Bedienstete (Domestiken / Lakaien), Bankrotteure oder jene, gegen die ein Gericht Anklage erhoben hatte.
Der Begriff Aktivbürger war ein Spezifikum der Verfassung von 1791. Die (nicht in Kraft getretene) Französische Verfassung von 1793 kannte nur noch Bürger (citoyens) und gewährte allen Männern ab 21 Jahren (sofern sie ihren Lebensunterhalt selbst bestritten) das unbeschränkte aktive und passive Wahlrecht. Spätere Verfassungen verwendeten ebenfalls nur den Begriff Bürger, schrieben aber erneut ein Zensuswahlrecht fest. Erst die Französische Verfassung von 1848 garantierte in der II. Republik endgültig allen männlichen Franzosen über 21 Jahren das volle Wahlrecht; unter der Präsidialdiktatur und dem nachfolgenden Kaisertum Louis Napoleon Bonapartes (Napoleon III.) konnte es jedoch nicht frei ausgeübt werden. Frauen erhielten das Wahlrecht erst 1944 durch die Provisorische Regierung der Französischen Republik.